# Reforma českých veřejných financí 2007

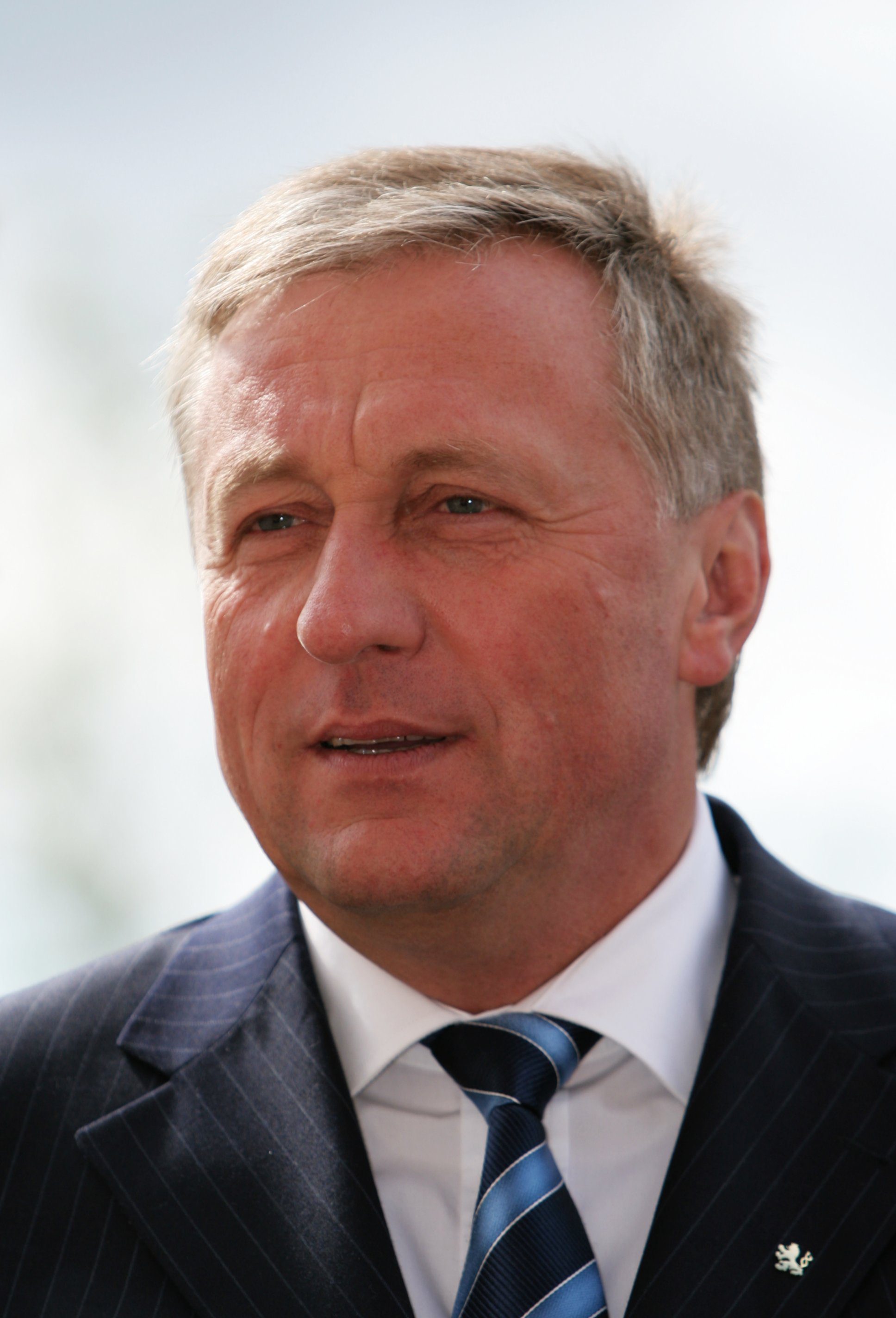
Reformu veřejných financí prosadila vláda premiéra Mirka Topolánka

Reforma českých veřejných financí proběhla v létě 2007. Navrhla ji a prosadila vláda Mirka Topolánka.
Reformou provedenou zejména prostřednictvím zákona o stabilizaci veřejných rozpočtů bylo změněno 46 zákonů a zrušen jeden zákon. Reforma zavedla tři nové ekologické daně – ze zemního a některých dalších plynů, z pevných paliv a z elektřiny. Ve větší či menší míře byly zreformovány prakticky všechny daňové zákony a z tohoto hlediska šlo ve své době o nejrozsáhlejší změnu za posledních patnáct let. Daňový systém ale reforma nezjednodušila do takové míry, jak bylo původně plánováno (patřila k těm složitějším a nejméně srozumitelným v Evropě) a vzhledem ke složitosti některých ustanovení mělo dojít k jejím změnám a úpravám. Reforma vstoupila v platnost v lednu 2008.

## Hlavní body reformy
Základní myšlenkou daňové části reformy bylo snížení přímých a zvýšení nepřímých daní.
| Daň                        | 2007       | 2008                      | 2009                      | 2010                      |
| -------------------------- | ---------- | ------------------------- | ------------------------- | ------------------------- |
| Daň z příjmu fyzické osoby | 12 až 32 % | 15 % (ze superhrubé mzdy) | 15 % (ze superhrubé mzdy) | 15 % (ze superhrubé mzdy) |
| Daň z příjmu firem         | 24 %       | 21 %                      | 20 %                      | 19 %                      |
| DPH (snížená sazba)        | 5 %        | 9 % \| 10 %               | 9 % \| 10 %               | 9 % \| 10 %               |
| Spotřební daň u tabáku     | 27 %       | 28 %                      | 28 %                      | 28 %                      |

Daň z příjmu fyzické osoby se nově měla vypočítávat z „superhrubé mzdy“, což představovalo reálné zdanění 21,3 %. Zavedla se ekologická daň.
Reforma zavedla některé poplatky ve zdravotnictví (za návštěvu u lékaře, položky na receptu, pobyt v nemocnici a návštěvu pohotovosti). Měnila systém stanovování cen léků. Na rozdíl od důchodů se již neměly být automaticky zvyšovány hodnoty životního minima a sociálních dávek. Měnila se výše příspěvku při rodičovské dovolené, podle délky, jakou chtěl rodič strávit mimo zaměstnání; výše porodného a systém nemocenské.

## Daň z příjmu fyzických osob
Asi největších změn doznal zákon o dani z příjmů. Tyto změny se dotýkaly téměř všech obyvatel České republiky, ať již pracovali jako zaměstnanci nebo podnikali jako osoby samostatně výdělečně činné.

### Změna sazby daně
Od roku 2008 se místo progresivní sazby daně (12–32 %) nově zavedla rovná daň z příjmů fyzických osob a to ve výši 15 %. S tímto také souviselo rozšíření základu daně u fyzických osob (zahrnovalo i sociální a zdravotní pojištění placené zaměstnavatelem) a zavedení tzv. superhrubé mzdy (viz níže).
Díky zavedení rovné daně již ztrácel smysl institut společného zdanění manželů. Využít společného zdanění manželů mohly rodiny s dětmi, kdy jeden z rodičů měl výrazně vyšší příjmy než druhý (např. žena na rodičovské dovolené) naposledy za zdaňovací období roku 2007.

### Zvýšení slev na dani a daňového zvýhodnění na dítě
Také slevy na dani doznaly od nového roku změny. U všech došlo k jejich zvýšení. Na poplatníka (důchodce) v roce 2007 byla sleva 7200 Kč, v roce 2008 24 840 Kč a v roce 2009 se očekávalo 16 560 Kč. Sleva na druhého z manželů bez příjmů za roky 2007, 2008 a 2009 to byly částky 4200 Kč, 24 840 Kč a 16 560 Kč. Na druhého z manželů a zároveň držitele ZTP/P byly částky 8400 Kč, 49 840 Kč, 33 120 Kč. U poživatelů částečného invalidního důchodu 1500 Kč, 2520 Kč, 2520 Kč. U poživatelů plného invalidního důchodu 3000, 5040 a 5040 Kč. U držitele průkazu ZTP/P 9600, 16 140 a 16 140 Kč. Na studujícího 2400, 4020, 4020 Kč. Daňové zvýhodnění na dítě 6000, 10 680 a 10 200 Kč, dítě ZTP/P 12 000, 21 630 resp. 20 400 Kč v letech 2007, 2008, 2009.

### Daňový bonus
Již předcházející zákon umožňoval fyzickým osobám uplatňujícím daňové zvýhodnění získat při splnění daných podmínek daňový bonus. Nově došlo ke zvýšení maximálního limitu pro vyplácení daňového bonusu z 30 000 Kč na 52 200 Kč.

### Další změny
- Akceptace pojistných smluv o soukromém životním pojištění uzavřených i s pojišťovnami na území EU nebo EHS pro účely úlev při placení pojistného – daňové zvýhodnění u poplatníka, případně u zaměstnavatele.
- Zrušení daňového osvobození úrokových výnosů z hypotečních zástavních listů (HZL) a to u HZL emitovaných po 31. prosinci 2007.
- Změna v osvobození příjmů od daně z příjmů fyzických osob pokud jde o příjmy z prodeje cenných papírů. Od roku 2008 došlo k prodloužení časového limitu pro osvobození z příjmů z prodeje cenných papírů 6 měsíců na 5 let. Zachování 6 měsíčního časového testu se i nadále vztahovalo pouze na investiční cenné papíry a cenné papíry kolektivního investování, tedy obchodovatelné na regulovaném trhu cenných papírů.
- Vyloučení zaplaceného pojistného na sociální a zdravotní pojištění z daňových výdajů u OSVČ při stanovení základu daně od roku 2008. (Tato změna korespondovala se zavedením superhrubé mzdy jako základu daně u zaměstnanců.)
- Zrušení minimálního základu daně pro podnikající fyzické osoby od roku 2008
- Zrušení zvláštního režimu pro výpočet daně z příjmů dosažených za více zdaňovacích období, a to v souvislosti se zavedením rovné daně, kdy již tento režim ztrácel smysl.
- Zvýšení limitu pro uplatnění daně vybírané srážkou podle zvláštní sazby daně ze 3000 na 7000 Kč u příjmů za příspěvky do novin, časopisů, rozhlasu… a současně zvýšení zvláštní sazby daně z těchto příjmů z 10 na 15 % pro rok 2008 a na 12,5 % od roku 2009.

## Reforma ve mzdách – superhrubá mzda
Reforma 2008 přinesla změny i ve zdanění mezd zaměstnanců. Nově se daň z příjmů u zaměstnanců počítala z tzv. superhrubé mzdy. Od nového roku se místo progresivní sazby daně (12–32 %) nově zavedla rovná daň z příjmů fyzických osob, a to ve výši 15 % pro rok 2008 i v roce 2009. S tímto také souviselo rozšíření základu daně u fyzických osob (zahrnovalo sociální a zdravotní pojištění placené zaměstnavatelem) a zavedení tzv. superhrubé mzdy.

### Princip superhrubé mzdy
Do konce roku 2007 se daň počítala z hrubé mzdy. Od roku 2008 se ovšem již počítala ze součtu hrubé mzdy zaměstnance plus pojistného na sociální a zdravotní pojištění, které byl povinen hradit za zaměstnance zaměstnavatel. Tedy daň se odváděla z hrubé mzdy zvýšené o 35 %. Princip superhrubé mzdy zakotvoval § 6 odst. 13 zákona o daních z příjmů (ZDP).

## Daň z příjmů právnických osob

### Sazba daně z příjmu právnických osob
Změnou, která je na první pohled nejvíce viditelná, bylo postupné snižování sazby daně z příjmu právnických osob. Ta během následujících tří let měla klesnout z 24 % na 19 %, které měly firmy platit v roce 2010.
Postupné snižování sazby daně z příjmu PO mělo probíhat takto:
- Sazba od ledna 2008 – 21 %
- Od 1. ledna 2009 – 20 %
- Od 1. ledna 2010 – 19 %

### Změny v dani z příjmu u fyzických osob podnikatelů
Podnikatelů se týkaly změny daně z příjmu fyzických osob, především pak změny v § 7, který se týkaly příjmů z podnikání. Byly to především tyto změny:
- Nově nebylo možné odečíst si příspěvky na sociální a zdravotní pojištění
- Reforma zrušila minimální základ daně
- Zrušilo se také rozdělení příjmů do více zdaňovacích období
- Měsíční limit pro danění srážkovou daní (15 %) pro příjmy dle autorského zákona se zvýšil z 3 000 na 7 000 Kč
- Změny v režimu daňově uznatelných nákladů společných i pro právnické osoby
- Možnost závazného posouzení od finančního úřadu za poplatek 10 000 Kč u technického zhodnocení vs. oprava a u výdajů a příjmů u majetku, který je využíván pro podnikatelské i soukromé účely

### Závazné posouzení vydané finančním úřadem
Ve sporných či nejasných případech (viz níže) mohly podle reformy firmy a podnikatelé požádat finanční úřad o závazné posouzení. Toto posouzení se vydávalo za 10 000 Kč.
Finanční úřad bylo možné požádat o závazné posouzení v těchto otázkách:
- Závazné posouzení způsobu rozdělení nákladů, které nelze pouze přiřadit ke zdanitelným příjmům
- Závazné posouzení výpočtu části nákladů spojených s provozem nemovitosti, které je zčásti používána k podnikání
- Závazné posouzení skutečnosti, zda je zásah do majetku (odepisovatelným) technickým zhodnocením nebo zdali se jedná o přímý náklad
- Závazné posouzení výdajů na výzkum a vývoj
- Rozšíření stávající možnosti požádat o závazné posouzení týkající se uplatnění daňových ztrát u změny vlastnictví i na podnikové kombinace

### Osvobození kapitálových výnosů a dividend od dceřiných společností
Reforma rozšiřovala daňové osvobození (uplatňovaného dle směrnice o společném systému zdanění mateřských a dceřiných společností – Parent-Subsidiary Directive) také na dividendy přijaté od společností se sídlem mimo EU. Navíc nově zavedla osvobození od daně z příjmu právnických osob u kapitálových výnosů z prodeje akcií a podílů dceřiných společností.
Platily zde však určité omezující podmínky:
- dceřiná společnost musela v zemi, kde měla sídlo, podléhat dani z příjmů ve výši alespoň 12 %,
- s příslušnou zemí musela být uzavřena dohoda o zamezení dvojímu zdanění,
- musel být v dceřiné společnosti držen alespoň 10% podíl po dobu alespoň 12 měsíců,
- příjemcem dividend či příjmů z prodeje akcií a podílů dceřiných společností byla společnost se sídlem v ČR či stálá provozovna společnosti se sídlem v jiném členském státě EU,
- právní formou společnosti musela být společnost s ručením omezeným či akciová společnost (či jejich zahraniční ekvivalenty).

### Navýšení zdanitelného zisku o částku neuhrazeného závazku
Firmy i podnikatelé (FO) si dle nového zákona musely navýšit svůj zdanitelný zisk o částku svých neuhrazených závazků. Mělo se to týkat závazků, které byly více než 36 měsíců po splatnosti či byly již promlčené. Ustanovení se pochopitelně vztahovalo pouze na závazky, týkající se daňově uznatelných nákladů. V případě následného uhrazení závazku mohl být základ daně o něj opětovně snížen. V platnosti bylo toto ustanovení od 1. ledna 2008 a vztahovalo se též na závazky, které vznikly před datem účinnosti reformy.

### Osobní automobily – delší doba odepisování
Reforma zrušila limit pro pořizovací ceny osobních automobilů (M1). Ustanovení se týkalo pouze osobních automobilů pořízených poté, co reforma vzešla v platnost, tedy od 1. ledna 2008. Druhou změnou týkající se osobních automobilů bylo prodloužení doby odepisování na pět let. Byla totiž zrušena stávající odpisová skupina 1a a osobní auta byla nově zahrnuta do druhé odpisové skupiny. Ustanovení se týkalo všech osobních aut, která nebyla plně odepsána k datu nabytí účinnosti reformy, tedy k lednu 2008 (s výjimkou aut pořízených v rámci finančního leasingu).

### Skupinová registrace k DPH
Reforma přinesla právnickým osobám novou možnost skupinové registrace k dani z přidané hodnoty. Skupina kapitálově nebo jinak spojených osob se sídlem v ČR mohla požádat svého správce daně o skupinovou registraci k DPH. Tato skupina byla pak považována za jednoho plátce DPH (všechny společnosti ve skupině měly jedno identifikační číslo) a plnění mezi jednotlivými členy skupiny tak DPH nepodléhalo.

## Nepřímé daně – DPH a spotřební daň
Desítky novelizací, které přinesla schválená reforma, se projevily ve všech oblastech. Zejména daňová oblast doznala řadu důležitých změn.

### Spotřební daň
Vládní úředníci nezapomněli na spotřební daň, jejíž zvýšení se dotklo především kuřáků, resp. aktivních konzumentů tabákových výrobků. Výpočet spotřební daně u tabákových výrobků nebyl nijak složitý, určité komplikace nastaly u cigaret. U nich se celková spotřební daň vypočítávala jako součet procentní a pevné části daně, navíc byla stanovena minimální sazba. Ta se týkala především levnějších značek. Díky reformě se minimální sazba zvedla na 38,40 Kč na jednu krabičku. Jen díky spotřební dani tedy vzrostla cena o 5,60 Kč.

### Vyšší DPH
Reforma zvýšila sníženou sazbu daně z přidané hodnoty z 5 na 9 %. Výčet zboží a služeb, kterého se zvýšení daně dotklo, byl uveden v přílohách 1 a 2 zákona o dani z přidané hodnoty. Šlo především o potraviny, tiskoviny, v případě služeb pak například o vodné, stočné, hromadnou dopravu, kulturní a sportovní akce aj. Vyšší DPH měla také výrazný dopad na bytovou výstavbu. Novela zákona nově definovala, na co lze sníženou sazbu daně uplatnit.
Reforma zavedla nový pojem, a to „skupinová registrace“, která umožňovala, aby skupina spojených osob vystupovala pro účely DPH jako jeden subjekt pod jedním registračním číslem. Skupina podávala pouze jedno daňové přiznání prostřednictvím svého zastupujícího člena. V praxi tento způsob mohly využít velké zejména finanční skupiny.

## Majetkové daně
Reforma rozšířila osvobození od daně dědické. K osvobození od této daně došlo nově nejen mezi osobami zařazenými do I., ale také do II. skupiny. Sem patřili sourozenci, synovci, neteře, strýcové a tety, zeťové a snachy, děti manžela, rodiče manžela, manželé rodičů a také osoby, které žily nejméně po dobu jednoho roku před převodem nebo smrtí zůstavitele ve společné domácnosti.
Od 1. 1. 2008 došlo k významnému rozšíření osvobození také u daně darovací. Od daně darovací bylo nově zcela osvobozeno bezúplatné nabytí majetku, pokud k němu došlo mezi osobami zařazenými v I. a II. skupině. Jednalo se o majetek movitý i nemovitý. V souvislosti se zavedením výše uvedených osvobození se bezúplatné zřízení věcného břemene (nebo obdobného práva) ve prospěch dárce při darování nemovitosti vyjmulo z předmětu daně z převodu nemovitostí a přesunulo se do předmětu daně darovací.
Nově se zavedla také možnost požádat finanční ředitelství o prominutí daně z převodu nemovitostí ve specifických případech. Prominutí šlo uplatnit u smlouvy o zajišťovacím převodu vlastnického práva, došlo-li k zpětnému převodu nemovitosti na původního vlastníka, při zrušení smlouvy o převodu nemovitosti a podobně. O prominutí bylo nutné požádat ve tříleté lhůtě.

### Daň z nemovitostí
Zákon o dani z nemovitostí nově umožňoval osvobodit od této daně pozemky půdy, chmelnic, vinic, ovocných sadů a trvalých travních porostů, pokud se k tomu obec rozhodla a toto osvobození stanovila obecně závaznou vyhláškou.
Zákon o dani z nemovitostí umožnil u některých pozemků a staveb násobit základní sazbu daně ještě koeficientem přiřazeným jednotlivým obcím podle počtu obyvatel, jednalo se o stavební pozemky, obytné domy a byty. Právní úprava platná v roce 2007 stanovovala koeficient již pro obce do 300 obyvatel ve výši 0,3 a pro obce do 600 obyvatel ve výši 0,6. Nově však byla minimální výše koeficientu stanovena ve výši 1,0 pro všechny obce do 1000 obyvatel.
V dani z nemovitostí se rovněž nově zavedl místní koeficient, který obec mohla obecně závaznou vyhláškou vyhlásit pro všechny nemovitosti na území celé obce ve výši 2, 3, 4 nebo 5. Tímto koeficientem se vynásobila daňová povinnost poplatníka za jednotlivé druhy pozemků, staveb, samostatných nebytových prostorů a za byty, popřípadě jejich soubory. Bylo tedy plně na rozhodnutí obce, zda tuto možnost využije a zvýší daň z nemovitostí nacházejících se v jejím katastrálním území či nikoliv.

## Ekologické daně
Jedním z požadavků EU na Ministerstvo financí (MF) byla i tzv. Ekologická daňová reforma. Počínaje rokem 2008 začalo MF realizovat tzv. první etapu této reformy, která spočívala ve zdanění zemního plynu (a některých dalších plynů), pevných paliv a elektřiny.

### Druhá a třetí etapa
V roce 2010 až 2013 mělo v rámci druhé etapy dojít ke změnám sazeb a daňových zvýhodnění u pevných paliv, elektřiny a zemního plynu. V poslední fázi, plánované mezi roky 2014–2017 pak MF předpokládalo prohloubení a rozšíření daňové základny v závislosti na výsledcích z předcházejících let.

### První etapa
Správa daně ze zemního plynu, pevných paliv a elektřiny spadala pod celní orgány, stejně jako spotřební daně. Zdaňovacím obdobím byl kalendářní měsíc s tím, že plátci byli povinni předložit daňové přiznání (a zaplatit daň) do 25. dne po skončení zdaňovacího období, ve kterém tato povinnost vznikla.

### Daň ze zemního plynu a některých dalších plynů
Platit daň byli povinni dodavatelé plynu i provozovatelé distribučních, přepravních soustav a podzemních zásobníků plynu. Navíc daň dopadla na subjekty, které použily plyn zdaněný nižší sazbou daně k účelu, kterému odpovídá vyšší sazba daně. Výše uvedeným právnickým a fyzickým osobám vznikla povinnost přiznat a zaplatit daň dnem, kdy dodaly plyn konečnému spotřebiteli, nebo ho spotřebovaly. Od daně byl naopak osvobozen například plyn určený:
- pro výrobu tepla v domácnostech,
- k výrobě elektřiny,
- jako pohonná hmota pro plavby na vodách,
- v metalurgických procesech či mineralogických postupech.

### Daň z pevných paliv
Plátce daně z pevných paliv byl definován obdobně jako u plynu. Kromě dodavatelů se ovšem jednalo i o subjekty, které spotřebovaly nezdaněná paliva nebo využily pevná paliva osvobozená od daně k jiným účelům, než na které se osvobození vztahovalo. Rovněž povinnost přiznat a zaplatit daň byla z časového hlediska stejná. Za základ daně bylo považováno množství pevných paliv vyjádřené v GJ. Přesně vyjádřeno: sazba daně činila 8,5 Kč/GJ spalného tepla v hořlavině. Předmětem daně bylo především:
- černé a hnědé uhlí;
- koks a polokoks z uhlí;
- ostatní uhlovodíky (pokud jsou určeny k použití, nabízeny k prodeji nebo používány pro výrobu tepla).

Od daně byla osvobozena paliva určená k výrobě elektřiny; koksu; jako pohonná hmota pro plavby na vodách, nebo třeba k technologickým účelům v podniku, ve kterém byla pevná paliva vyrobena.

### Daň z elektřiny
Základem daně z elektřiny bylo množství elektřiny v MWh. Samotná sazba daně pak činila 28,30 Kč/MWh. Od daně šlo například osvobodit elektřinu, která byla:
- ekologicky šetrná;
- vyrobená v dopravních prostředcích (pokud je tam i spotřebována);
- vyrobená ze zdaněných výrobků, pokud jsou předmětem daně ze zemního plynu, daně z pevných paliv nebo spotřební daně.

## Sociální dávky
Sociální dávky tvoří jednu z největších částí výdajů státu. Do sociální oblasti lze zahrnout změny týkající se dávek státní sociální podpory, dávek pomoci v hmotné nouzi či sociálních služeb. I když se změny dotkly v různé míře řady zákonů, podrobněji je zde pojednáno o dávkách státní sociální podpory. Reforma také dvě dávky úplně zrušila, jednalo se o příspěvek na školní pomůcky, a také nově nebyl poskytován příspěvek na zvýšené životní náklady.

### Přídavek na dítě
Zatímco do roku 2008 byla tato dávka poskytována v závislosti na výši příjmu rodiny za kalendářní rok ve třech výších zvýšené, základní a snížené, nyní byla vyplácena pouze v jedné pevné výši, která byla diferencovaná podle věku dítěte. Nárok na přídavek na nezaopatřené dítě do 26 let měly rodiny s příjmem do 2,4 násobku životního minima rodiny.

### Sociální příplatek
Sociální příplatek byl poskytován rodiči pečujícímu o nezaopatřené dítě, jestliže příjem rodiny v předcházejícím kalendářním čtvrtletí nepřevyšoval 2,2 násobek částky životního minima rodiny, nově došlo ke snížení koeficientu na 2. Snížením hranice příjmů rodiny, omezující nárok na dávku, tak došlo k zúžení okruhu rodin, které na dávku mají nárok, a ke snížení výše dávky.

### Rodičovský příspěvek
Asi největších změn doznal od roku 2008 rodičovský příspěvek. Všichni, kteří ho již pobírali, si o něj museli v novém roce opětovně požádat. Rodičovský příspěvek byl nyní nově vyplácen ve třech výších podle doby jeho pobírání.

### Dávky pěstounské péče
Nárok na tuto jednorázovou dávku měl pěstoun, který převzal dítě do pěstounské péče. Výše dávky byla stanovena 4,45 násobkem částky životního minima převzatého dítěte. Od nového roku byl tento příspěvek stanoven v pevné výši, a již neměl být do budoucna automaticky valorizován.

### Porodné
Porodné bylo do roku 2008 poskytováno jako jednorázová dávka, která byla poskytována bez ohledu na příjem rodiny, a to ve výši vycházející z částky násobku životního minima dítěte. Nově byla dávka stanovena ve výši 13 000 Kč na jedno dítě a dávka již nebyla navázána co do výše na životní minimu, tudíž již nebyla automaticky valorizována.

### Pohřebné
Pohřebné bylo do roku 2008 poskytováno osobě, která vypravila pohřeb osobě s trvalým pobytem v ČR nebo byl-li vypraven pohřeb v ČR. Výše pohřebného byla stanovena pevnou částkou 5 000 Kč. I když se od nového roku výše částky nezměnila, změnil se okruh osob, kterým měla být tato dávka poskytována. Od roku 2008 pohřebné náleželo jednorázově osobě, která vypravila pohřeb nezaopatřenému dítěti, nebo osobě, která byla rodičem nezaopatřeného dítěte, a to za podmínky, že zemřelá osoba měla ke dni úmrtí trvalý pobyt na území ČR.

## Zdravotnictví

### Zavedení regulačních poplatků a doplatků
Bezesporu nejdůležitější změnou bylo zavedení regulačních poplatků a doplatků u lékařů, ve zdravotnických zařízeních a lékárnách. Poplatky a doplatky se sčítaly a započítávaly se do ročního limitu, který byl stanoven na maximálně 5000 Kč na osobu a rok. Pojišťovna každé čtvrtletí kontrolovala tento limit a případný přeplatek pojištěnci vracela.
- 30 Kč za každou návštěvu lékaře, při které bylo provedeno klinické vyšetření – konkrétně šlo o návštěvu praktického, zubního či ženského lékaře, popř. psychologa či logopeda nebo návštěvu u lékaře poskytujícího specializovanou ambulantní zdravotní péči, a to včetně ambulancí lůžkových zdravotnických zařízení,
- 30 Kč za každou návštěvu doma poskytnutou praktickým lékařem,
- 30 Kč za každý léčivý přípravek hrazený plně nebo částečně z veřejného zdravotního pojištění (na každém receptu mohly být předepsány maximálně 2 druhy léčivých přípravků, přičemž maximální množství jednoho druhu vydaného na jeden recept byly 3 balení.

Nově se hradili, ale do limitu se nezapočítávali tyto poplatky:
- 60 Kč za každý ošetřovací den při pobytu v nemocnici, odborném léčebném ústavu, léčebně dlouhodobě nemocných či lázeňském zařízení,
- 90 Kč za poskytnutí pohotovostní služby v zařízeních lékařské služby první pomoci či ústavní péče.

Poplatky se neplatily, pokud se jednalo o preventivní prohlídku provedenou praktickými lékaři, vyšetření a prohlídky prováděné v rámci opatření proti infekčním onemocněním či závodní preventivní péči. Stejně tak nebyl zpoplatněn ani výdej léčivých přípravků, který nebyl vázán na lékařský předpis nebo nebyl hrazen z veřejného zdravotního pojištění. Placení poplatků byli zproštěni pojištěnci umístění v dětském domově či nacházející se v ochranném léčení nařízeném soudem a pojištěnci, kteří byli příjemci pomoci v hmotné nouzi. Od placení byl osvobozen pojištěnec, který byl povinen podrobit se léčbě při léčení infekčního onemocnění, nařízené izolaci či karanténě.

## Kritika reformy
Levicová opozice reformu opakovaně kritizovala kvůli dopadu na sociálně slabší vrstvy. ČSSD vyjádřila ústy předsedy Jiřího Paroubka přesvědčení, že reforma je řešení „špatné pro 85, možná 90 procent občanů země.“
V prosinci 2007 byla zveřejněna Výzva k občanské neposlušnosti, jejíchž 58 signatářů – včetně řady politiků, umělců a vědců – vyzvalo občany, aby do rozhodnutí Ústavního soudu ČR odmítali platit poplatky za zdravotní péči, zavedené novým zákonem.

## Schválení reformy
Reforma prošla hlasováním Poslanecké sněmovny 21. srpna 2007 poměrem 101 hlasů pro a 99 hlasů proti. Podpora reformy nebyla jistá do posledního dne před hlasováním. Skupina kolem poslance Vlastimila Tlustého, původního autora ekonomických reforem ODS a jejího konceptu rovné daně, hrozila, že reformu nepodpoří kvůli tomu, že podle jejich výpočtů daně v roce 2009 na rozdíl od interpretace předkladatelů ve skutečnosti vzrostou. Reformu nakonec podpořili s podmínkou, že v roce 2008 budou příslušné zákony novelizovány.
Reformu nepodpořil poslanec KDU-ČSL Ludvík Hovorka, který odmítl zavedení poplatků dětských pacientů za návštěvy u lékaře a také zásah do ceníku léků. Pro hlasovali dva nezařazení (dříve sociálnědemokratičtí) poslanci Miloš Melčák a Michal Pohanka, kteří dříve podpořili vládu při hlasování o důvěře. Opoziční ČSSD a KSČM se jinak vyslovily jednohlasně proti reformě.
Podpora reformě v Senátu měla být zaručena kvůli nadpoloviční většině ODS v horní komoře.